# Craugastor blairi
Craugastor blairi is een kikker uit de familie Craugastoridae. De soort komt voor in Midden-Amerika.

## Wetenschappelijke beschrijving
Het holotype van Craugastor blairi werd in 1928 beschreven door Barbour. Dit dier was in 1925 gevangen bij Gutierrez in de noordwestelijke provincie Bocas del Toro van Panama. Later werd de soort als synoniem van Craugastor podiciferus beschouwd. Taxonomisch onderzoek naar de Craugastor podiciferus-soortengroep leidde in 2018 en 2019 tot de beschrijving van enkele nieuwe soorten uit oostelijk Costa Rica en westelijk Panama. Craugastor blairi werd in 2019 door Arias, Hertz en Parra-Olea opnieuw als een zelfstandige soort geduid.

## Verspreidingsgebied
Craugastor blairi komt voor in bergbossen en nevelwouden van 1.280 tot 2.134 meter boven zeeniveau in de Cordillera de Talamanca en de Cordillera Central in het westen van Panama, van Volcán Barú in de Chiriquí via Reserva Forestal Fortuna tot aan de Serranía de Tabasará.

## Uiterlijke kenmerken
Craugastor blairi is 13,4 tot 30,6 millimeter lang.

## Leefwijze
Er is weinig bekend over de leefwijze van Craugastor blairi. Het is een op de bosbodem levende soort. Vermoedelijk is Craugastor blairi dagactief. Mannetjes kwamen tijdens periodes met weinig licht, zoals bij sterke bewolking of in de avond, en met name tijdens periodes met regen.